# Байковка (Днепропетровская область)
Байковка (укр. Байківка) — село,
Лозоватский сельский совет,
Пятихатский район,
Днепропетровская область,
Украина.
Код КОАТУУ — 1224583002. Население по переписи 2001 года составляло 1 человек .

## Географическое положение
Село Байковка находится в 4-х км от левого берега реки Лозоватка,
в 2-х км от села Червоный Яр и в 2,5 км от пгт Вишнёвое.